# Редвуд (Орегон)
Редвуд (англ. Redwood) — переписна місцевість (CDP) в США, в окрузі Джозефін штату Орегон. Населення — 2702 особи (2020).

## Географія
Редвуд розташований за координатами 42°25′15″ пн. ш. 123°23′35″ зх. д. / 42.42083° пн. ш. 123.39306° зх. д. (42.420855, -123.392935).  За даними Бюро перепису населення США в 2010 році переписна місцевість мала площу 9,14 км², з яких 9,00 км² — суходіл та 0,14 км² — водойми.

## Демографія
Згідно з переписом 2010 року, у переписній місцевості мешкало 2627 осіб у 1136 домогосподарствах у складі 730 родин. Густота населення становила 287 осіб/км².  Було 1227 помешкань (134/км²).
Расовий склад населення:
| - 95,0 % — білих - 0,7 % — азіатів - 0,6 % — корінних американців - 0,4 % — чорних або афроамериканців - 0,1 % — вихідців з тихоокеанських островів - 1,2 % — осіб інших рас |

До двох чи більше рас належало 1,9 %. Частка іспаномовних становила 4,3 % від усіх жителів.
За віковим діапазоном населення розподілялося таким чином: 19,5 % — особи молодші 18 років, 53,2 % — особи у віці 18—64 років, 27,3 % — особи у віці 65 років та старші. Медіана віку мешканця становила 49,4 року. На 100 осіб жіночої статі у переписній місцевості припадало 89,1 чоловіків;  на 100 жінок у віці від 18 років та старших — 87,9 чоловіків також старших 18 років.
Середній дохід на одне домашнє господарство  становив 76 362 долари США (медіана — 39 120), а середній дохід на одну сім'ю — 93 216 доларів (медіана — 47 750). За межею бідності перебувало 13,9 % осіб, у тому числі 48,7 % дітей у віці до 18 років та 5,9 % осіб у віці 65 років та старших.
Цивільне працевлаштоване населення становило 952 особи. Основні галузі зайнятості: роздрібна торгівля — 26,7 %, освіта, охорона здоров'я та соціальна допомога — 18,4 %, фінанси, страхування та нерухомість — 13,0 %, виробництво — 10,4 %.